# Prolita
Prolita är ett släkte av fjärilar som beskrevs av Pierre Leraut 1993. Prolita ingår i familjen stävmalar, Gelechiidae.

## Dottertaxa tillProlita, i alfabetisk ordning[1][2]
- Prolita barnesiella (Busck, 1903)
- Prolita deoia (Hodges, 1966)
- Prolita dialis (Hodges, 1966)
- Prolita geniata (Hodges, 1966)
- Prolita incicur (Hodges, 1966)
- Prolita invariabilis (Kearfott, 1908)
- Prolita jubata (Hodges, 1966)
- Prolita maenadis (Hodges, 1966)
- Prolita nefrens (Hodges, 1966)
- Prolita obnubila (Hodges, 1966)
- Prolita pagella (Hodges, 1966)
- Prolita princeps (Busck, 1910)
- Prolita puertella (Busck, 1916)
- Prolita recens (Hodges, 1966)
- Prolita rectistrigella (Barnes & Busck, 1920)
- Prolita sexpunctella (Fabricius, 1794), Flickstävmal
- Prolita sironae (Hodges, 1966)
- Prolita solutella (Zeller, 1839), Större ginststävmal
- Prolita texanella (Chambers, 1880)
- Prolita thaliae (Hodges, 1966)
- Prolita variabilis (Busck, 1903)
- Prolita veledae (Hodges, 1966)

## Bildgalleri

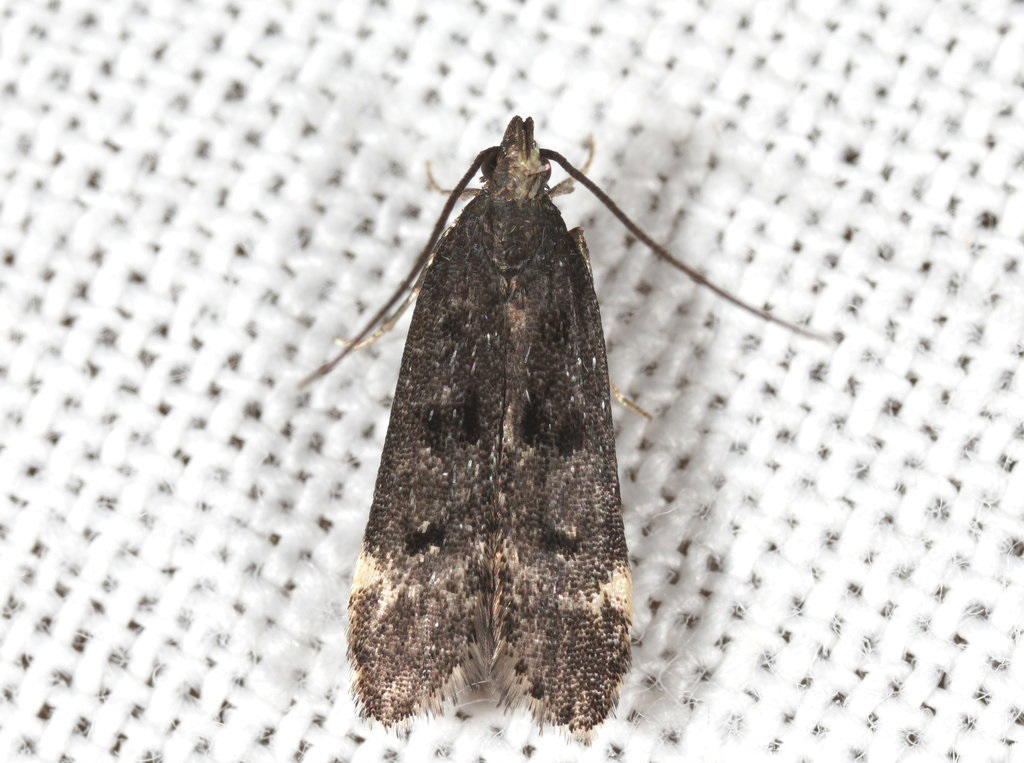
Större ginststävmal, Prolita solutella
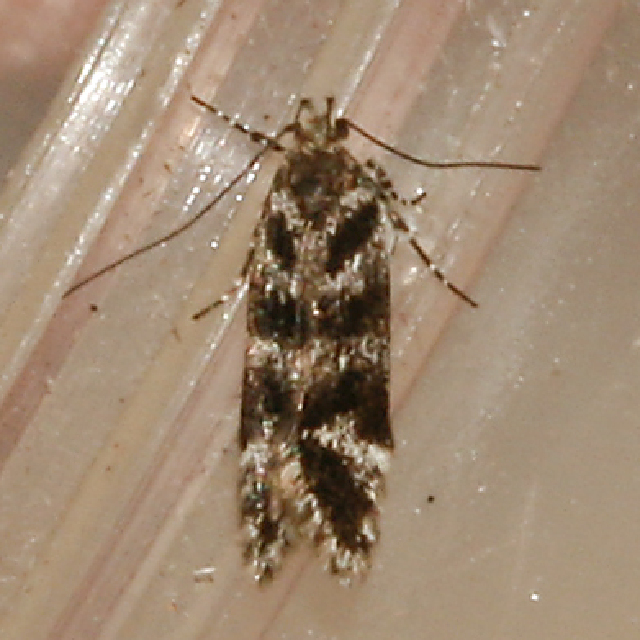
Flickstävmal, Prolita sexpunctella